# Alexander von Sobeck
Alexander Freiherr von Sobeck-Skal und Kornitz (* 12. Dezember 1955 in München) ist deutscher Journalist und Publizist.

## Leben
Alexander Freiherr von Sobeck-Skal und Kornitz ist einziger Sohn von Viktor Freiherr von Sobeck-Skal und Kornitz (1926–2010) und Agnes Freiin von Müffling gen. Weiß (1925–2010) auf. Seine Großmütter stammten aus dem russischen und dem österreichischen Adel. In seiner Geburtsstadt München machte er Abitur und schloss ein Jurastudium ab. Während des Studiums fing er beim Süddeutschen Rundfunk an. Fast zehn Jahre lang arbeitete er beim Bayerischen Rundfunk, 1988 arbeitete er bei der ARD als Reporter für die Tagesschau. Er wechselte später zum ZDF und war von 2001 bis 2003 Leiter des Studios in Tel Aviv.
Von 2003 bis 2014 war er ZDF-Korrespondent und Studioleiter in Paris. Im August 2014 wechselte er als Studioleiter nach Rom. Diesen Posten hatte er bis August 2019 inne. Seit September 2019 ist er als Sonderkorrespondent im Reporterpool der ZDF-Hauptredaktion Aktuelles im Einsatz.
Er ist verheiratet, seine Frau brachte zwei Töchter mit in die Ehe. Er ist Mitglied der katholischen Studentenverbindung K.St.V. Rheno-Bavaria München im Kartellverband.

## Auszeichnungen
- European Journalist Award des europäischen Journalistenverbandes und der European Taxpayers Association (2001)

## Veröffentlichungen
- Elektronische Berichterstattung, in: Fernsehjournalismus, 4. Auflage, hrsg. von Schult/Buchholz, Listverlag München. 1993
- Ist Frankreich noch zu retten? Hinter den Kulissen der Grande Nation, Propyläenverlag, Berlin 2007